# Deborah Coyne
Deborah Margaret Ryland Coyne (née le 24 février 1955) est une avocate constitutionnaliste, professeure et auteure canadienne et personnalité du Parti libéral du Canada puis du Parti vert du Canada.

## Études et carrière
Deborah Coyne est détentrice d'un baccalauréat en droit de l'Osgoode Hall Law School de l'Université York et d'une maîtrise en philosophie spécialisée en relations internationales de l'Université d'Oxford.
Elle travaille un temps au bureau du premier ministre John Turner, puis enseigne pendant 2 ans la constitutionnalisation du droit à l'University of Toronto Law School (en) de l'Université de Toronto. Elle travaillera également à la Business Council on National Issues et à la Commission ontarienne des droits de la personne.
Jusqu'à l'élection fédérale canadienne de 2006, elle est membre de l'Immigration and Refugee Board of Canada. Lors de l'élection, elle se présente comme candidate du Parti libéral du Canada dans la circonscription de Toronto—Danforth. Elle y affronte le chef du Nouveau Parti démocratique Jack Layton. Coyne termine deuxième après Layton avec 17 256 voix (34,2 %).
En avril 2007, elle est à nouveau candidate contre Layton pour l'élection fédérale canadienne de 2008, mais abandonne la course en novembre de la même année,,,.
Le 18 janvier 2008, elle s'est présentée à la course à la succession de John Godfrey dans Don Valley-Ouest à la suite de l'annonce par ce dernier qu'il prendrait sa retraite en juillet. Le 25 février, elle s'est retirée de la course et a appuyé la candidature de Rob Oliphant.
Le 27 juin 2012, Deborah Coyne a annoncé qu'elle se portait candidate à la Course au leadership du Parti libéral du Canada (2013) (en),. Elle y affronte notamment le demi-frère de sa fille, Justin Trudeau, qui remporte très largement l'élection avec 80,1% des suffrages, quand elle n'obtient que l'avant-dernière place avec 0.81% (833 voix).
En février 2015 elle devient conseillère principale en matière de politiques auprès d'Elizabeth May, cheffe du Parti vert du Canada. Début août 2015 elle annonce qu'elle sera candidate du parti écologiste dans la nouvelle circonscription de Carleton (Ontario).

## Famille
Deborah Coyne a fréquenté l'ancien premier ministre Pierre Trudeau, avec qui elle a eu une fille, Sarah Elisabeth,. Elle a également un fils, Matthew, avec le journaliste Michael Valpy (en).
Deborah Coyne est la cousine du journaliste Andrew Coyne (en) et de l'actrice Susan Coyne (en) ainsi que la nièce de James Coyne. Elle vit avec sa famille à Toronto.

## Publications
- (en)Roll of the Dice: Working with Clyde Wells during the Meech Lake Accord, Toronto: James Lorimer & Co., 1992.
- (en)Seven Fateful Challenges for Canada: A Viable and Dynamic Canada in an Interdependent World, Montreal/Toronto: Robert Davies Publishing, 1993.